# Hyoscyamus arachnoideus
Hyoscyamus arachnoideus är en potatisväxtart som beskrevs av Antonina Ivanovna Pojarkova. Hyoscyamus arachnoideus ingår i släktet bolmörter, och familjen potatisväxter. Inga underarter finns listade i Catalogue of Life.